# Rozhodnutí prezidenta republiky

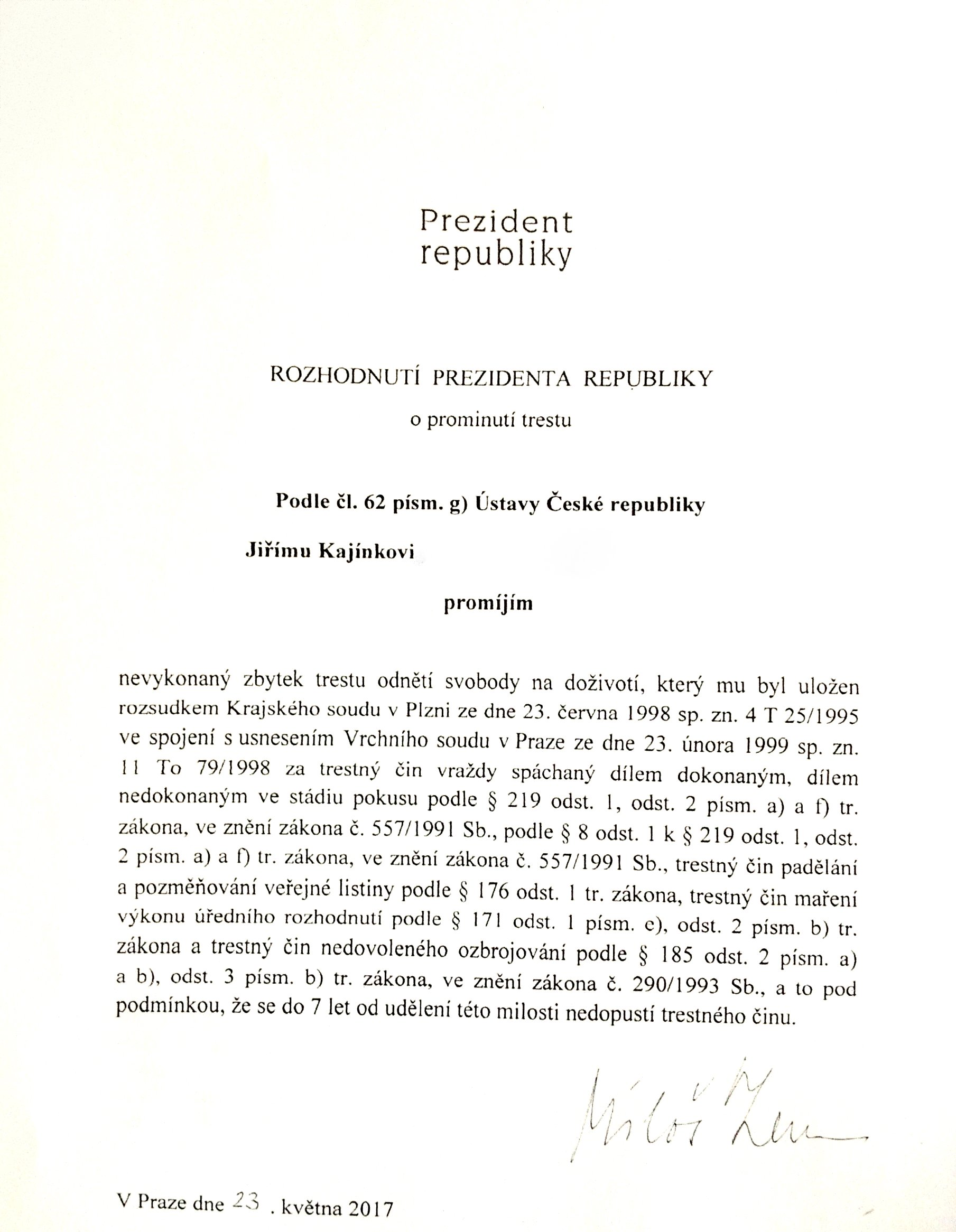
Rozhodnutí prezidenta Miloše Zemana o udělení milosti Jiřímu Kajínkovi

Rozhodnutí prezidenta republiky je dokument, který vydává prezident České republiky k provedení svých ústavních a zákonných pravomocí.

## Právní zakotvení
Rozhodnutí prezidenta je projev diskreční pravomoci, kterou prezident republiky disponuje takovým způsobem a v situacích, ve kterých není povinen rozhodnout, uplatnit svou pravomoc, či má na výběr jakým způsobem popř. mezi jakými možnostmi rozhodne, pokud se v první řadě rozhodne vůbec svou pravomoc uplatnit. Právní povaha samotných rozhodnutí se liší v závislosti na obsahu, tedy podle toho, zda mají povahu nejvyšších ústavních aktů (prerogativ), jež zasahují do různých oblastí státní moci, či zda jsou jen správními akty v rámci výkonné moci a mohou být tedy přezkoumatelné soudy.
Vydávání prezidentských rozhodnutí předpokládá ústava v článku 63, který stanovuje nutnost kontrasignace rozhodnutí předsedou vlády. Kontrasignace může být logicky uplatněna jen na písemných rozhodnutích, nicméně pokud ústava sama nebo prováděcí zákon neurčuje formu prezidentova rozhodnutí, nelze písemnou formou podmiňovat platnost rozhodnutí.

## Příklady
Rozhodnutí prezidenta republiky se zpravidla nevyhlašuje ve Sbírce zákonů, s výjimkou případů, kdy to vyžaduje zákon nebo tak rozhodne prezident republiky.
- Rozhodnutí č. 144/1993 Sb., vydané Václavem Havlem – přenesení pravomoci ke sjednávání mezinárodních smluv na vládu a její členy[6]
- Rozhodnutí č. 20/1998 Sb.,  vydané Václavem Havlem – vyhlášení amnestie[7]
- Rozhodnutí č. 116/2003 Sb., vydané Václavem Klausem – vyhlášení referenda o vstupu ČR do EU[8]
- Rozhodnutí č. 1/2013 Sb., vydané Václavem Klausem – vyhlášení amnestie[9]
- Rozhodnutí č. 265/2013 Sb., vydané Milošem Zemanem – rozpuštění Poslanecké sněmovny[10]
- Rozhodnutí č. 378/2013 Sb., vydané Milošem Zemanem – přenesení pravomoci v řízení o udělení milosti[11]
- Rozhodnutí č. 353/2023 Sb., vydané Petrem Pavlem – přenesení pravomoci v řízení o udělení milost[12]